# NGC 1542
NGC 1542 est une galaxie spirale située dans la constellation du Taureau. NGC 1542 a été découverte par l'astronome allemand Albert Marth en 1863.

## Caractéristiques
Sa vitesse par rapport au fond diffus cosmologique est de 3 614 ± 11 km/s, ce qui correspond à une distance de Hubble de 53,3 ± 3,7 Mpc (∼174 millions d'al).
À ce jour, trois mesures non basées sur le décalage vers le rouge (redshift) donnent une distance de 68,933 ± 1,401 Mpc (∼225 millions d'al), ce qui est à l'extérieur des valeurs de la distance de Hubble. Notons que c'est avec la valeur moyenne des mesures indépendantes, lorsqu'elles existent, que la base de données NASA/IPAC calcule le diamètre d'une galaxie et qu'en conséquence le diamètre de NGC 1542 pourrait être d'environ 22,4 kpc (∼73 100 al) si on utilisait la distance de Hubble pour le calculer.
La classe de luminosité de NGC 1542 est I-II et elle présente une large raie HI. C'est aussi une galaxie du champ, c'est-à-dire qu'elle n'appartient pas à un amas et qu'elle est donc gravitationnellement isolée.

## Groupe de NGC 1550
NGC 1542 fait partie du groupe de NGC 1550. En plus de NGC 1542 et de NGC 1550, ce groupe comprend au moins 6 autres galaxies : UGC 2994, UGC 2998, UGC 3002, UGC 3004, UGC 3010 et PGC 14744.